# Federal Deposit Insurance Corporation
La Federal Deposit Insurance Corporation (FDIC) è una società del governo degli Stati Uniti istituita dal Glass-Steagall Act del 1933. È un'Agenzia indipendente da Governo e Federal Reserve, che gestisce fondi del bilancio federale e svolge due funzioni principali:
- fornire una assicurazione sui depositi delle banche membri fino a 250.000 dollari per depositante;
- vigilare sulla solvibilità di banche statali che non sono sottoposte alla vigilanza del Federal Reserve System (le banche nazionali sono invece sottoposte per legge alla sorveglianza dell'Office of the Comptroller of the Currency).

L'FDIC, inoltre, svolge alcune funzioni a tutela del depositante, nonché collegate alla liquidazione di banche in stato di insolvenza.
Altre agenzie con compiti simili all'FDIC che collaborano reciprocamente in materia di vigilanza bancaria e finanziaria sono: Federal Reserve System; Office of the Comptroller of the Currency; Office of Thrift Supervision; National Credit Union Administration. Il Federal Financial Institutions Examination Council (FFIEC) garantisce il coordinamento tra le varie agenzie di vigilanza bancaria e l'applicazione uniforme dei principi di sorveglianza sul sistema bancario e finanziario.